# Bente Öberg
Bente Öberg, född 17 november 1933 i Bergen, är en norsk-svensk psykoterapeut.
Öberg, som är dotter till skådespelarna Balthazar Bergh och Lill Egede-Nissen, avlade socionomexamen 1957, blev filosofie doktor i pedagogik i Stockholm 1979 och legitimerad psykoterapeut 1986. Hon var kurator vid Nic Waals institut för barn med anpassningssvårigheter i Oslo 1957–1962 och kurator på psykiatriska kliniken vid Ullevåls sykehus i Oslo 1963–1966. Hon var därefter verksam som familjeterapeut tillsammans med maken Gunnar Öberg samt bedrev forskning om skilsmässofamiljer, levnadsförhållanden och barnens vårdnad. 